# Chtchiolkovskaïa (métro de Moscou)
Chtchiolkovskaïa (en russe : Щёлковская et en anglais : Shchyolkovskaya), est une station de la ligne Arbatsko-Pokrovskaïa (ligne 3 bleue) du métro de Moscou. Elle est située sur le territoire du raïon Severnoïe Izmaïlovo dans le district administratif est de Moscou.
Mise en service en 1963, elle est ouverte tous les jours aux heures de circulation du métro. Elle est desservie par des trolleybus et des autobus.

## Situation sur le réseau
Établie en souterrain, à 8 mètres sous le niveau du sol, la station terminus Chtchiolkovskaïa est située au point 0155+35 de la ligne Arbatsko-Pokrovskaïa (ligne 3 bleue), avant la station Pervomaïskaïa (en direction de Piatnitskoïe chosse).

## Histoire
La station Chtchiolkovskaïa est mise en service le 22 juillet 1963, lors de l'ouverture à l'exploitation du prolongement vers le nord, de 1,6 kilomètre, depuis la station précédente Pervomaïskaïa.
La station est conçue sur la base d'un modèle standard par les architectes Ivan Taranov et Nadezhda Bykova, ainsi que les ingénieurs M.V.Golovinova, V.A.Shmerling et V.Schepihin. Construite en béton elle dispose de deux rangées de piliers de base carrée. La finition est faite de marbre, vert foncé, pour les piliers, et de carreaux de céramique émaillée jaune et noire pour les murs. Plus tard, une nouvelle finition, faite de plaques de métal de couleur jaune pâle, est fixée sur les murs.

Architecture et décoration
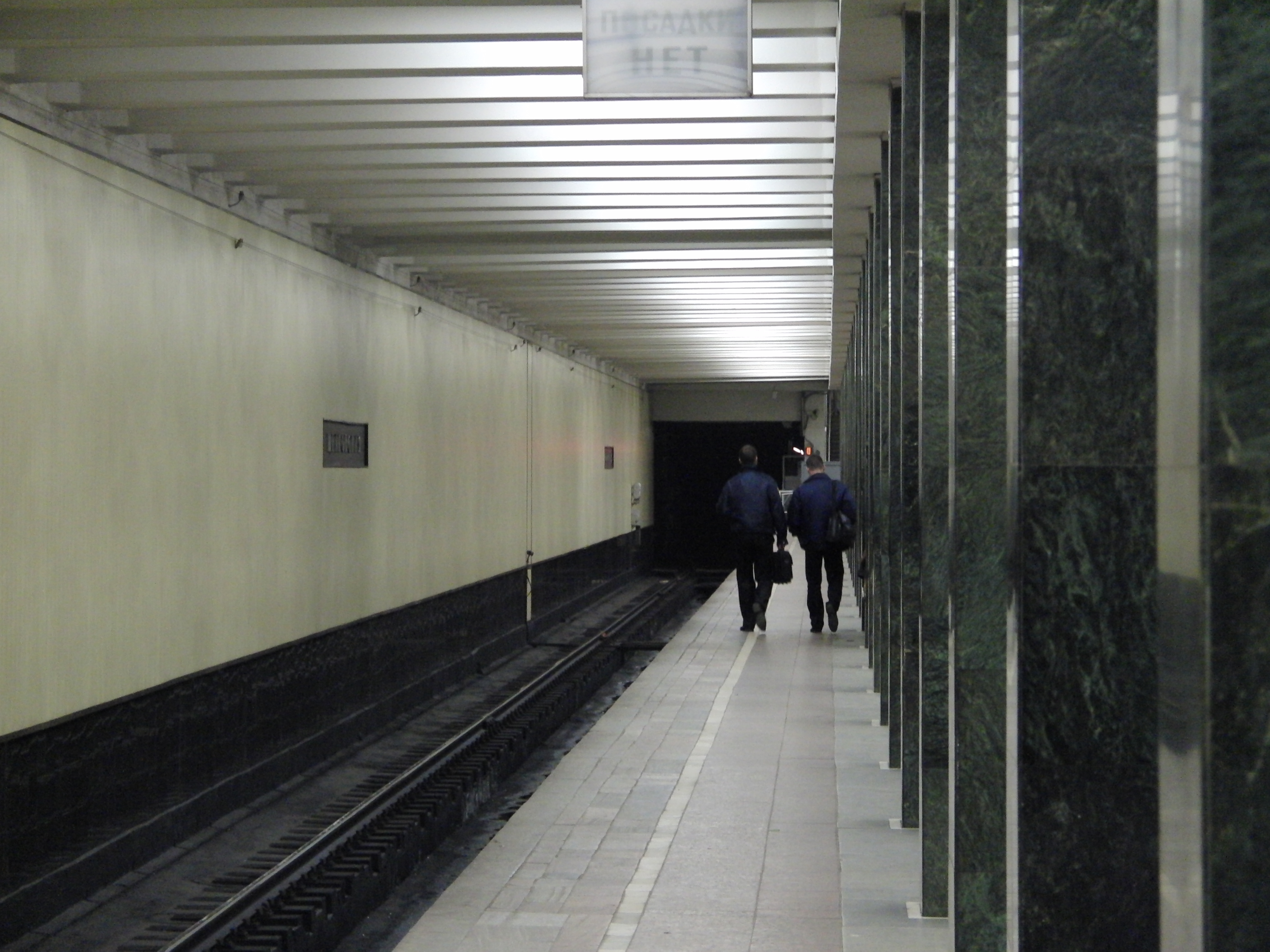
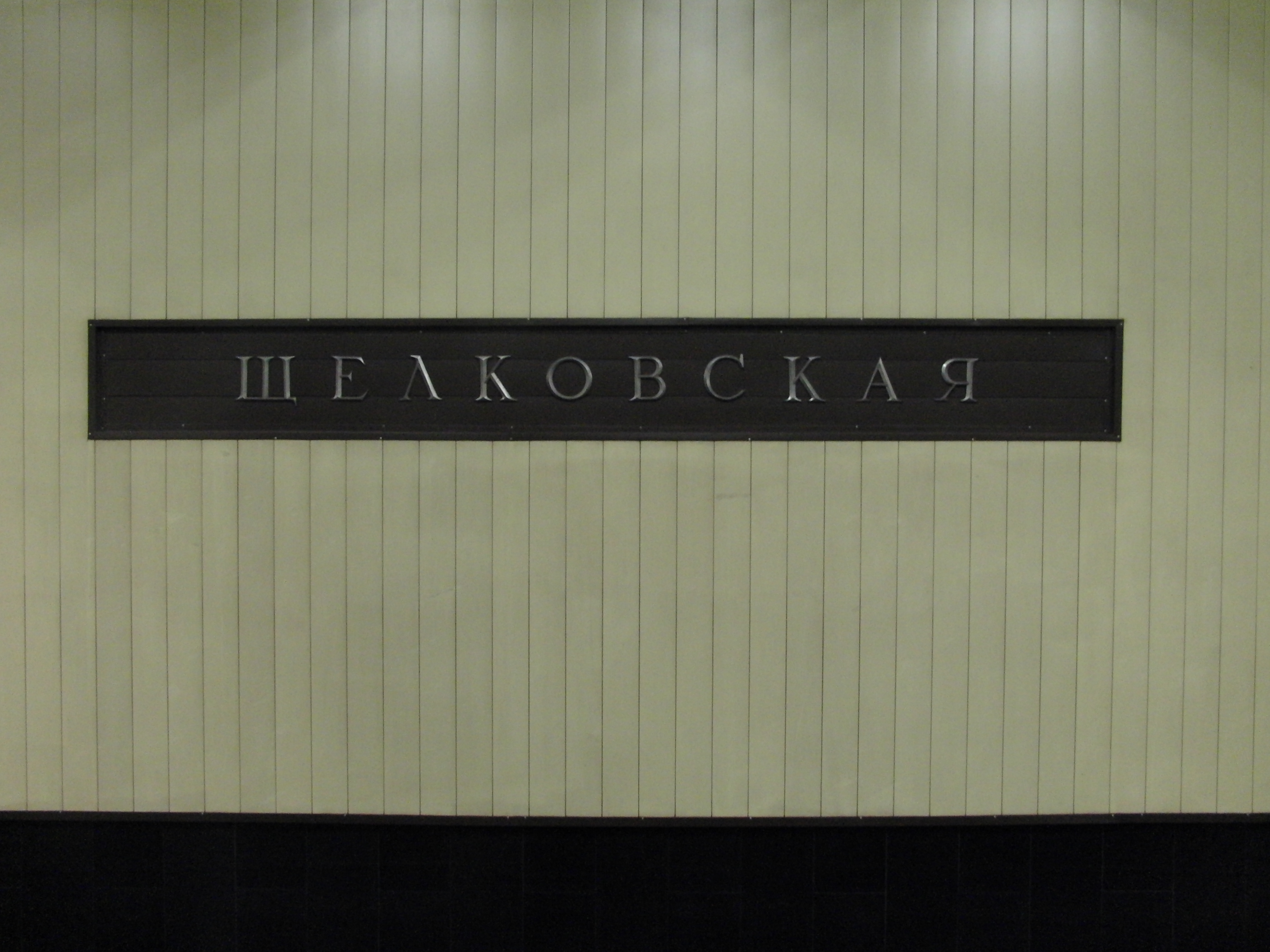
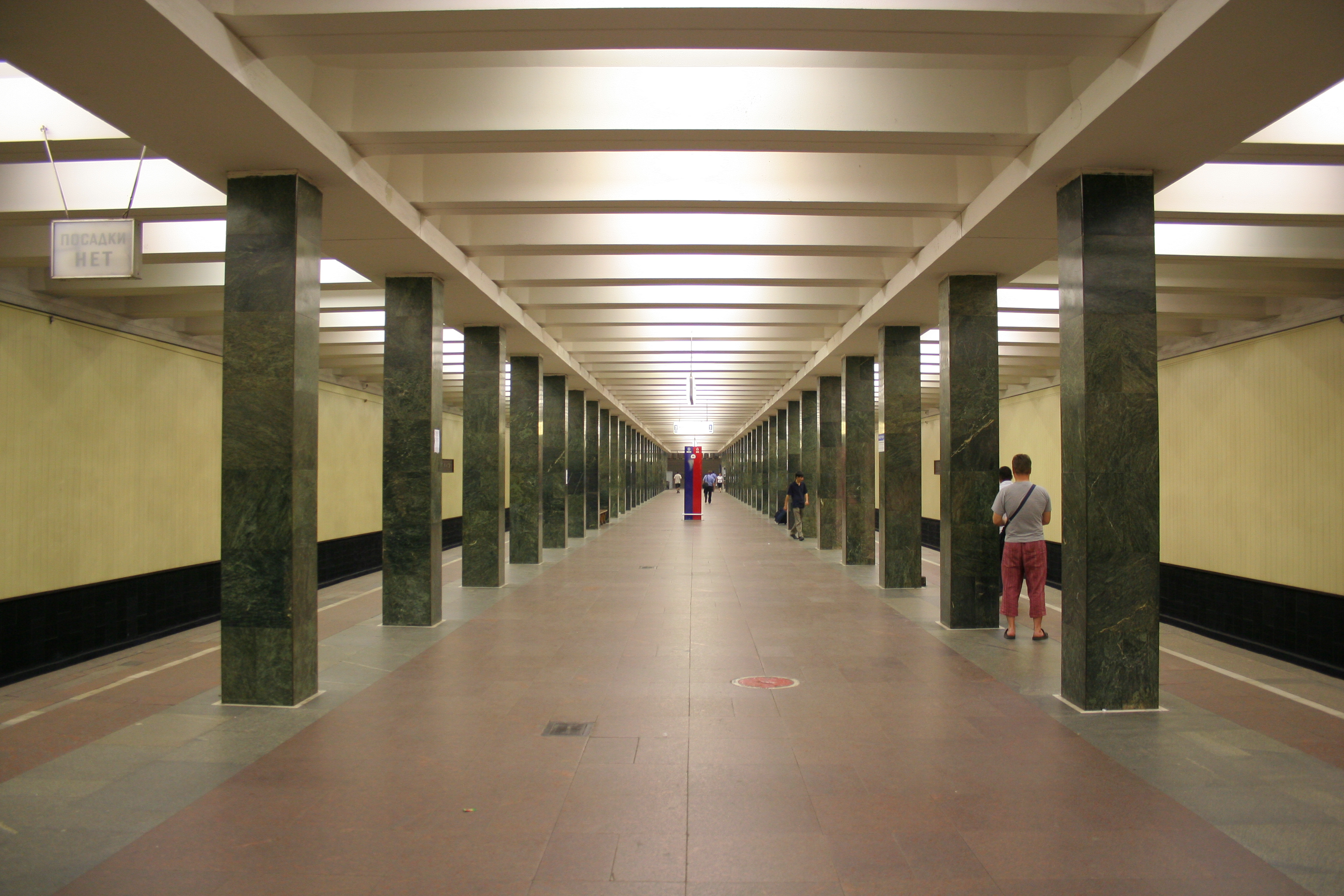

## Services aux voyageurs

### Accès et accueil
La station dispose de deux halls souterrains situés au nord et au sud de la plateforme qu'il desservent par des escaliers. Le hall nord dispose du guichet, d'automates et de quatre bouches, disposées aux quatre coins du carrefour. Le hall sud n'a que des automates et deux bouches, disposées de part et d'autre de la voie routière,.
| Bouche | voie         | coordonnées                  |
| ------ | ------------ | ---------------------------- |
| Nord 6 | Uralskaya ul | 55° 48′ 38″ N, 37° 47′ 56″ E |
| Nord 3 | Uralskaya ul | 55° 48′ 38″ N, 37° 47′ 54″ E |
| Nord 5 | Uralskaya ul | 55° 48′ 36″ N, 37° 47′ 56″ E |
| Nord 2 | Uralskaya ul | 55° 48′ 36″ N, 37° 47′ 54″ E |
| Sud 4  | Parkovaya ul | 55° 48′ 30″ N, 37° 47′ 55″ E |
| Sud 1  | Parkovaya ul | 55° 48′ 30″ N, 37° 47′ 56″ E |

### Desserte
Chtchiolkovskaïa est desservie par les rames qui circulent sur la ligne. Elle est ouverte chaque jour entre 5 h 35 et 1 h 0 (environ).

Installations et desserte
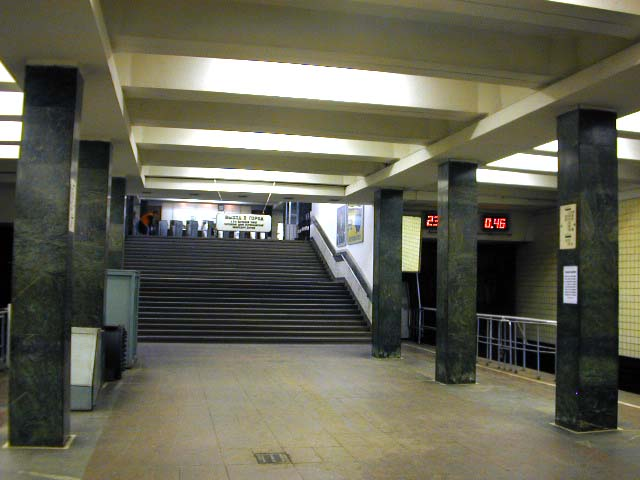
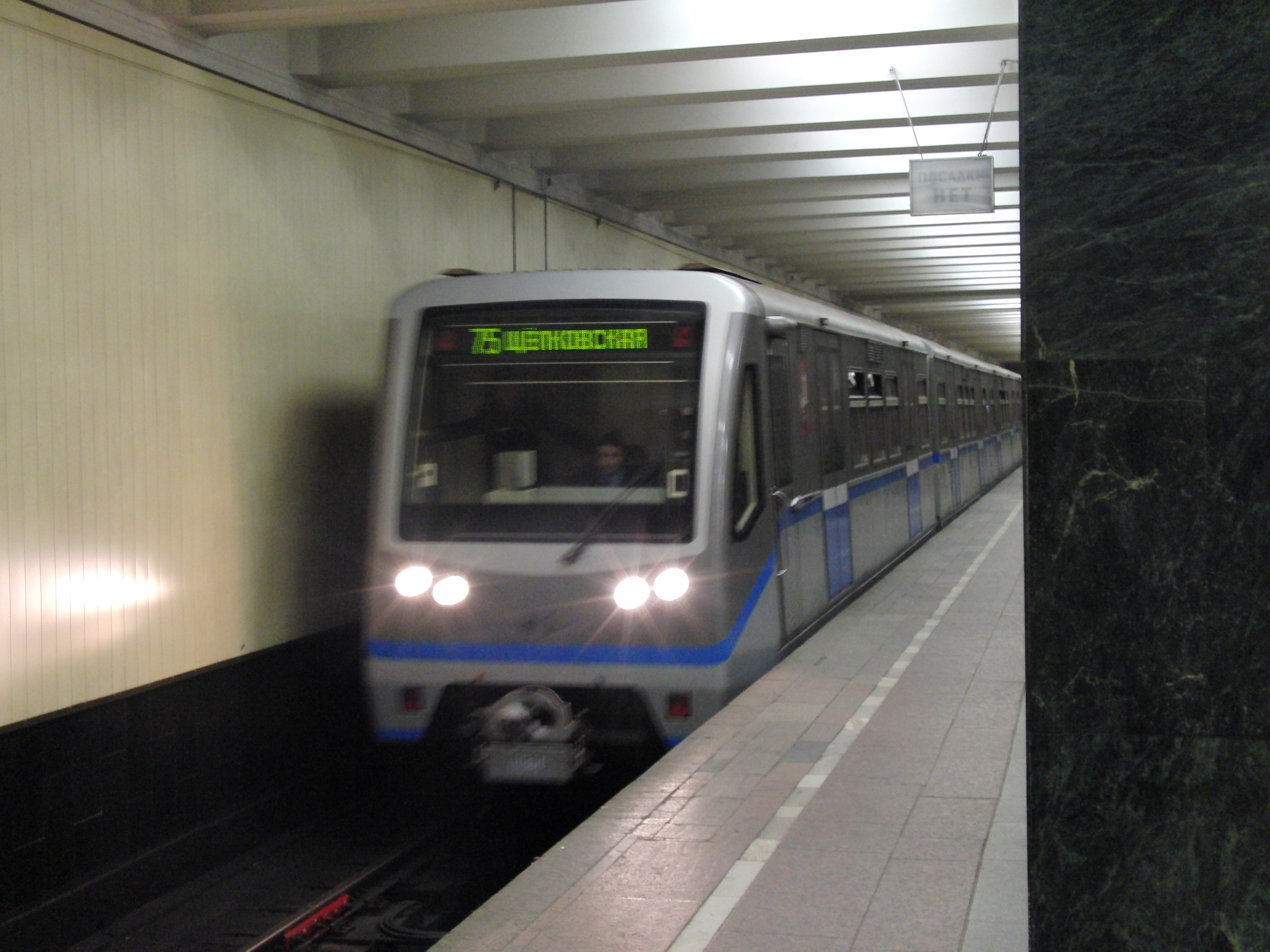
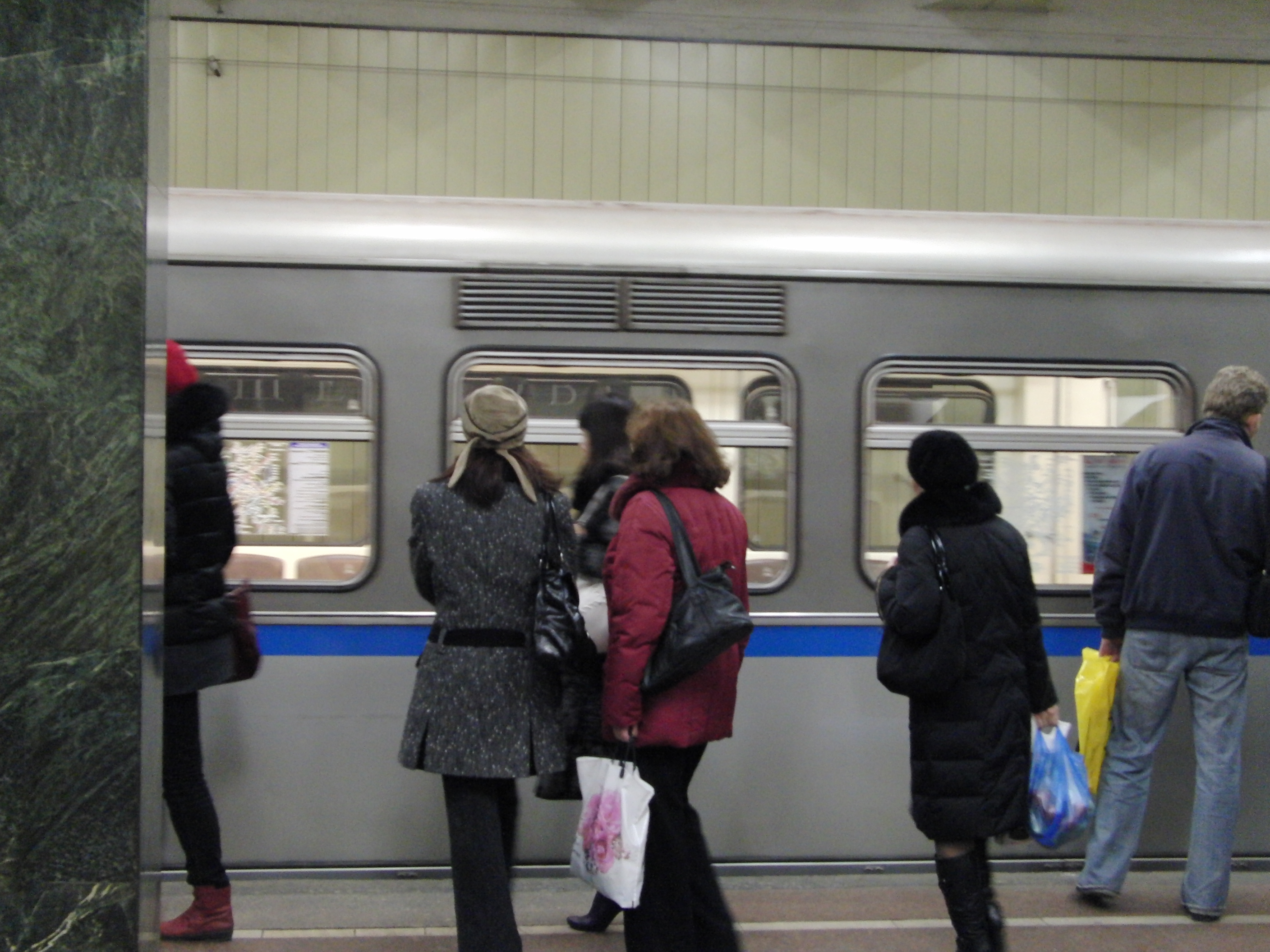

### Intermodalité
À proximité de la station des arrêts sont desservis par des trolleybus des lignes 23, 32, 41 et 83, et des bus des lignes 3, 52, 68, 133, 171, 223, 257, 283, 627, 716 et 760.